# Alan McManus
Alan McManus, škotski igralec snookerja, * 21. januar 1971, Lochee, Dundee, Škotska.
McManus je zaradi svoje taktične igre in obrambnih udarcev znan pod vzdevkom "Angles" ("Koti").

## Kariera
McManus je dolgo veljal za zelo konstantnega igralca, saj je kar 16 zaporednih sezon držal mesto med najboljšimi 16 igralci po svetovni jakostni lestvici, nikoli pa ni uspel vsaj ponoviti uspehov svojih sodobnikov, npr. Stephena Hendryja, Kena Dohertyja, Ronnieja O'Sullivana in Johna Higginsa. Od leta 1990 do leta 2006 je bil uvrščen v najboljšo šestnajsterico svetovne jakostne lestvice, iz nje je izpadel po neuspešni sezoni 2005/06. Njegova najvišja uvrstitev na jakostni lestvici je 6. mesto. V poklicni karieri se je uvrstil v 21 final turnirjev, a osvojil le 4. Dvakrat je nastopil v polfinalu Svetovnega prvenstva, v finale se ni prebil nikoli. Na Svetovnem prvenstvu se enajstkrat zapored ni uspel uvrstiti v četrtfinale (do leta 2005), svojo uvrstitev na jakostni lestvici so zato upravičevale konstantne predstave na ostalih turnirjih.
Vrhunec njegove kariere se je zgodil leta 1994, ko je osvojil Masters. V finalu je z izidom 9-8 premagal Stephena Hendryja in tako končal Hendryjev niz nepremagljivosti na tem turnirju, ki je segal vse do leta 1989. Kasneje v tisti sezoni je osvojil svoj prvi jakostni turnir, Dubai Duty Free Classic. Svoj drugi jakostni turnir je osvojil leta 1996, to je bil turnir Thailand Open, na katerem je v finalu porazil Kena Dohertyja z izidom 9-8.
Nekateri strokovnjaki v snookerju trdijo, da McManus v karieri ni dosegel tako vidnih rezultatov kot nekateri njegovi sodobniki, ker pri udarcu preveč spodkoplje. McManusova palica je namreč malce kriva, zato pri udarcih to hibo blaži z rahlo rotiranim udarjanjem bele krogle. To je tudi razlog, zakaj ni vedno tako natančen, še posebej pri udarcih na daljše razdalje, in prav mogoče mu je to odvzelo nekaj zmag skozi sezone.
Zaradi serije skromnejših rezultatov v sezoni 2005/06 je prvič po letu 1989 izpadel iz najboljše šestnajsterice na svetovni jakostni lestvici. V naslednji sezoni je nato igral v polfinalu turnirja Grand Prix, kjer ga je odpravil Avstralec Neil Robertson z izidom 6-2. Ob koncu sezone je nato za nameček še izgubil dvoboj zadnjega kroga kvalifikacij proti Joeju Delaneyju z 9-10.
Po sezoni 2006/07 je padel z 19. na 38. mesto svetovne jakostne lestvice in se nato v nadaljnjih sezonah ustalil okoli 40. mesta.

## Televizijsko delo
McManus je med Svetovnim prvenstvom 2007 delal kot komentator za televizijsko hišo Eurosport.

## Osvojeni turnirji

### Jakostni turnirji
- Dubai Duty Free Classic - 1994
- Thailand Open - 1996

### Nejakostni turnirji
- Benson & Hedges Championship – 1991
- Masters - 1994
- Svetovni pokal v snookerju (s Škotsko) - 1996, 2001